# Hans Vonk (voetballer)
Johannes Adrianus ("Hans") Vonk (Alberton, 30 januari 1970) is een Nederlands voormalig  voetbaldoelman met tevens een Zuid-Afrikaans paspoort die voor onder andere Ajax en sc Heerenveen speelde. Daarnaast kwam de keeper ook uit voor Ajax Cape Town, FC Den Bosch, RKC Waalwijk, FC Wageningen en de nationale ploeg van Zuid-Afrika. Na het beëindigen van zijn professionele voetbalcarrière werd hij teammanager van AZ. Halverwege het seizoen 2013/14 werd hij technisch directeur bij sc Heerenveen.

## Carrière
Vonk begon als doelman bij de amateurs van VV Woudrichem en vertrok daarna naar GVV Unitas. In 1988 vertrok Vonk naar RKC, waarvoor hij in drie seizoenen tot 25 optredens in het eerste elftal kwam. Na het seizoen werd hij gedwongen de club echter weer te verlaten, omdat FC Wageningen failliet werd verklaard.
Hij keerde terug naar Noord-Brabant en speelde in het seizoen 1992/93 bij FC Den Bosch. Hij kon de degradatie naar de Eerste divisie van de Bosschenaren niet voorkomen. De club eindigde het seizoen als zeventiende in de Eredivisie. Vonk vertrok na het seizoen en keerde terug bij RKC, ditmaal werd hij eerste doelman van de Waalwijkers. Hij bleef drie seizoenen en kwam tot 80 optredens in het eerste elftal voor hij in 1996 naar sc Heerenveen vertrok.
In Friesland speelde Vonk veruit de meeste wedstrijden in zijn carrière. Hij bleef tot 2004 bij de Friese club. Na afloop van het seizoen 2003/04 vertrok hij naar Ajax. Hoewel hij werd gehaald als reservedoelman zou hij uiteindelijk in twee seizoenen tot 27 optredens in de hoofdmacht komen. In 2006, nadat zijn contract bij Ajax was afgelopen, vertrok hij naar zijn geboorteland Zuid-Afrika om voor Ajax' satellietclub Ajax Cape Town te gaan spelen.
Na twee seizoenen bij Ajax Cape Town keerde Vonk terug naar Amsterdam. Ajax had behoefte aan een extra reservedoelman door de blessures van Dennis Gentenaar en Maarten Stekelenburg. Hij tekende een contract voor een halfjaar bij Ajax. Nadat zijn contract bij Ajax in de winterstop was afgelopen, tekende hij voor anderhalf seizoen bij zijn oude club sc Heerenveen, waarmee hij de KNVB beker wist te winnen ten koste van FC Twente. Na een halfjaar vertrok Vonk echter alweer om terug te keren bij Ajax Cape Town in de hoop zo een plaats af te dwingen in de Zuid-Afrikaanse selectie voor het wereldkampioenschap voetbal 2010 in Zuid-Afrika. Dit lukte echter niet. Na afloop van het seizoen 2010/11 stopte hij met professioneel voetbal.

## Interlands
Onder leiding van de Franse bondscoach Philippe Troussier maakte Vonk zijn debuut voor het Zuid-Afrikaans voetbalelftal op 20 mei 1998 in de vriendschappelijke wedstrijd tegen Zambia (1–1), net als Alfred Phiri en Delron Buckley. Hoewel hij in 1989 een oefeninterland voor het Nederlands olympisch elftal speelde, waarin hij na rust John Karelse verving, was dit geen beletsel om alsnog voor de Zuid-Afrikaanse nationale ploeg uit te komen.. Voor Zuid-Afrika speelde Vonk onder andere op het wereldkampioenschap voetbal 1998 in Frankrijk.
| Interlands van Hans Vonk voor Zuid-Afrika | Interlands van Hans Vonk voor Zuid-Afrika | Interlands van Hans Vonk voor Zuid-Afrika | Interlands van Hans Vonk voor Zuid-Afrika | Interlands van Hans Vonk voor Zuid-Afrika | Interlands van Hans Vonk voor Zuid-Afrika |
| №                                         | Datum                                     | Wedstrijd                                 | Uitslag                                   | Competitie                                |                                           |
| ----------------------------------------- | ----------------------------------------- | ----------------------------------------- | ----------------------------------------- | ----------------------------------------- | ----------------------------------------- |
| 1                                         | 20 May 1998                               | Zuid-Afrika – Zambia                      | 1–1                                       | Vriendschappelijk                         |                                           |
| 2                                         | 25 May 1998                               | Argentinië – Zuid-Afrika                  | 2–0                                       | Vriendschappelijk                         |                                           |
| 3                                         | 06 Jun 1998                               | Zuid-Afrika – IJsland                     | 1–1                                       | Vriendschappelijk                         |                                           |
| 4                                         | 12 Jun 1998                               | Frankrijk – Zuid-Afrika                   | 3–0                                       | WK-eindronde                              |                                           |
| 5                                         | 18 Jun 1998                               | Denemarken – Zuid-Afrika                  | 1–1                                       | WK-eindronde                              |                                           |
| 6                                         | 24 Jun 1998                               | Zuid-Afrika – Saoedi-Arabië               | 2–2                                       | WK-eindronde                              |                                           |
| 7                                         | 16 Dec 1998                               | Zuid-Afrika – Egypte                      | 2–1                                       | Vriendschappelijk                         |                                           |
| 8                                         | 23 Jan 1999                               | Mauritius – Zuid-Afrika                   | 1–1                                       | AC-kwalificatie                           |                                           |
| 9                                         | 27 Feb 1999                               | Zuid-Afrika – Gabon                       | 4–1                                       | AC-kwalificatie                           |                                           |
| 10                                        | 28 Apr 1999                               | Denemarken – Zuid-Afrika                  | 1–1                                       | Vriendschappelijk                         |                                           |
| 11                                        | 05 Jun 1999                               | Zuid-Afrika – Mauritius                   | 2–0                                       | AC-kwalificatie                           |                                           |
| 12                                        | 16 Jun 1999                               | Zuid-Afrika – Zimbabwe                    | 0–1                                       | Vriendschappelijk                         |                                           |
| 13                                        | 20 Jun 1999                               | Angola – Zuid-Afrika                      | 2–2                                       | AC-kwalificatie                           |                                           |
| 14                                        | 02 Feb 2000                               | Zuid-Afrika – Algerije                    | 1–1                                       | Africa Cup                                |                                           |
| 15                                        | 07 Oct 2000                               | Zuid-Afrika – Frankrijk                   | 0–0                                       | Vriendschappelijk                         |                                           |
| 16                                        | 24 Mar 2001                               | Zuid-Afrika – Mauritius                   | 3–0                                       | AC-kwalificatie                           |                                           |
| 17                                        | 25 Apr 2001                               | Italië – Zuid-Afrika                      | 1–0                                       | Vriendschappelijk                         |                                           |
| 18                                        | 05 May 2001                               | Zuid-Afrika – Zimbabwe                    | 2–1                                       | WK-kwalificatie                           |                                           |
| 19                                        | 29 Jun 2001                               | Burkina Faso – Zuid-Afrika                | 1–1                                       | WK-kwalificatie                           |                                           |
| 20                                        | 15 Aug 2001                               | Zweden – Zuid-Afrika                      | 3–0                                       | Vriendschappelijk                         |                                           |
| 21                                        | 10 Nov 2001                               | Zuid-Afrika – Egypte                      | 1–0                                       | Vriendschappelijk                         |                                           |
| 22                                        | 15 Jan 2002                               | Zuid-Afrika – Angola                      | 1–0                                       | Vriendschappelijk                         |                                           |
| 23                                        | 20 Jan 2002                               | Burkina Faso – Zuid-Afrika                | 0–0                                       | Africa Cup                                |                                           |
| 24                                        | 24 Jan 2002                               | Ghana – Zuid-Afrika                       | 0–0                                       | Africa Cup                                |                                           |
| 25                                        | 30 Jan 2002                               | Marokko – Zuid-Afrika                     | 3–1                                       | Africa Cup                                |                                           |
| 26                                        | 03 Feb 2002                               | Mali – Zuid-Afrika                        | 2–0                                       | Africa Cup                                |                                           |
| 27                                        | 27 Mar 2002                               | Georgië – Zuid-Afrika                     | 4–1                                       | Vriendschappelijk                         |                                           |
| 28                                        | 12 May 2002                               | Zuid-Afrika – Madagaskar                  | 1–0                                       | Vriendschappelijk                         |                                           |
| 29                                        | 20 May 2002                               | Zuid-Afrika – Schotland                   | 2–0                                       | Vriendschappelijk                         |                                           |
| 30                                        | 30 Mar 2004                               | Australië – Zuid-Afrika                   | 1–0                                       | Vriendschappelijk                         |                                           |
| 31                                        | 05 Jun 2004                               | Zuid-Afrika – Kaapverdië                  | 2–1                                       | WK-kwalificatie                           |                                           |
| 32                                        | 03 Jul 2004                               | Zuid-Afrika – Burkina Faso                | 2–0                                       | WK-kwalificatie                           |                                           |
| 33                                        | 18 Aug 2004                               | Tunesië – Zuid-Afrika                     | 0–2                                       | Vriendschappelijk                         |                                           |
| 34                                        | 05 Sep 2004                               | Congo-Kinshasa – Zuid-Afrika              | 1–0                                       | WK-kwalificatie                           |                                           |
| 35                                        | 10 Oct 2004                               | Oeganda – Zuid-Afrika                     | 0–1                                       | WK-kwalificatie                           |                                           |
| 36                                        | 17 Nov 2004                               | Zuid-Afrika – Nigeria                     | 2–1                                       | Vriendschappelijk                         |                                           |
| 37                                        | 26 Mar 2005                               | Zuid-Afrika – Oeganda                     | 2–1                                       | WK-kwalificatie                           |                                           |
| 38                                        | 04 Jun 2005                               | Kaapverdië – Zuid-Afrika                  | 1–2                                       | WK-kwalificatie                           |                                           |
| 39                                        | 17 Aug 2005                               | IJsland – Zuid-Afrika                     | 4–1                                       | Vriendschappelijk                         |                                           |
| 40                                        | 03 Sep 2005                               | Burkina Faso – Zuid-Afrika                | 3–1                                       | WK-kwalificatie                           |                                           |
| 41                                        | 07 Sep 2005                               | Duitsland – Zuid-Afrika                   | 4–2                                       | Vriendschappelijk                         |                                           |
| 42                                        | 08 Oct 2005                               | Zuid-Afrika – Congo-Kinshasa              | 2–2                                       | WK-kwalificatie                           |                                           |

## Technisch manager
Na het beëindigen van zijn professionele voetbalcarrière werd hij teammanager van AZ. Halverwege het seizoen 2013/14 maakte hij de overstap naar sc Heerenveen om de opvolger te worden van de ontslagen technisch directeur Johan Hansma. Halverwege 2016 werd zijn contract bij sc Heerenveen niet verlengd. In april 2017 werd hij hoofd jeugdopleiding bij Ajax Cape Town, dat in oktober 2020 de clubnaam veranderde in Cape Town Spurs. Later werd hij daar technisch directeur. In het voorjaar van 2020 vertrok Vonk na een langdurig conflict met de clubvoorzitter.

## Clubstatistieken
| Seizoen | Club           | Land        | Competitie            | Duels | Goals |
| ------- | -------------- | ----------- | --------------------- | ----- | ----- |
| 1988/89 | RKC            | Nederland   | Eredivisie            | 24    | 0     |
| 1989/90 | RKC            | Nederland   | Eredivisie            | 1     | 0     |
| 1990/91 | RKC            | Nederland   | Eredivisie            | 0     | 0     |
| 1991/92 | FC Wageningen  | Nederland   | Eerste divisie        | 33    | 0     |
| 1992/93 | FC Den Bosch   | Nederland   | Eredivisie            | 34    | 0     |
| 1993/94 | RKC            | Nederland   | Eredivisie            | 13    | 0     |
| 1994/95 | RKC            | Nederland   | Eredivisie            | 34    | 0     |
| 1995/96 | RKC            | Nederland   | Eredivisie            | 33    | 0     |
| 1996/97 | sc Heerenveen  | Nederland   | Eredivisie            | 34    | 0     |
| 1997/98 | sc Heerenveen  | Nederland   | Eredivisie            | 33    | 0     |
| 1998/99 | sc Heerenveen  | Nederland   | Eredivisie            | 34    | 0     |
| 1999/00 | sc Heerenveen  | Nederland   | Eredivisie            | 29    | 0     |
| 2000/01 | sc Heerenveen  | Nederland   | Eredivisie            | 34    | 0     |
| 2001/02 | sc Heerenveen  | Nederland   | Eredivisie            | 32    | 0     |
| 2002/03 | sc Heerenveen  | Nederland   | Eredivisie            | 34    | 0     |
| 2003/04 | sc Heerenveen  | Nederland   | Eredivisie            | 33    | 0     |
| 2004/05 | Ajax           | Nederland   | Eredivisie            | 19    | 0     |
| 2005/06 | Ajax           | Nederland   | Eredivisie            | 8     | 0     |
| 2006/07 | Ajax Cape Town | Zuid-Afrika | Premier Soccer League | 24    | 0     |
| 2007/08 | Ajax Cape Town | Zuid-Afrika | Premier Soccer League | 27    | 0     |
| 2008/09 | Ajax           | Nederland   | Eredivisie            | 0     | 0     |
| 2008/09 | sc Heerenveen  | Nederland   | Eredivisie            | 4     | 0     |
| 2009/10 | Ajax Cape Town | Zuid-Afrika | Premier Soccer League | 30    | 0     |
| 2010/11 | Ajax Cape Town | Zuid-Afrika | Premier Soccer League | 29    | 0     |
| Totaal  | Totaal         | Totaal      | Totaal                | 572   | 0     |

## Erelijst
Ajax
- KNVB beker: 2005/06

 Ajax Cape Town
- Telkom Knockout Cup: 2008
- Nedbank Cup: 2007
- Mangaung Cup: 2007, 2008

 Heerenveen
- KNVB beker: 2008/09